# Riu Guadiaro
El Guadiaro és un riu al sud de la península Ibèrica, que discorre per les províncies de Màlaga i Cadis. El topònim Guadiaro possiblement deriva de l'idioma àrab, wad auro, "riu d'or" i en llatí es coneixia com a Flumen Barbesula Alternativament podria tractar-se d'una arrel lingüística indoeuropea *er- 'fluir, moure's'.

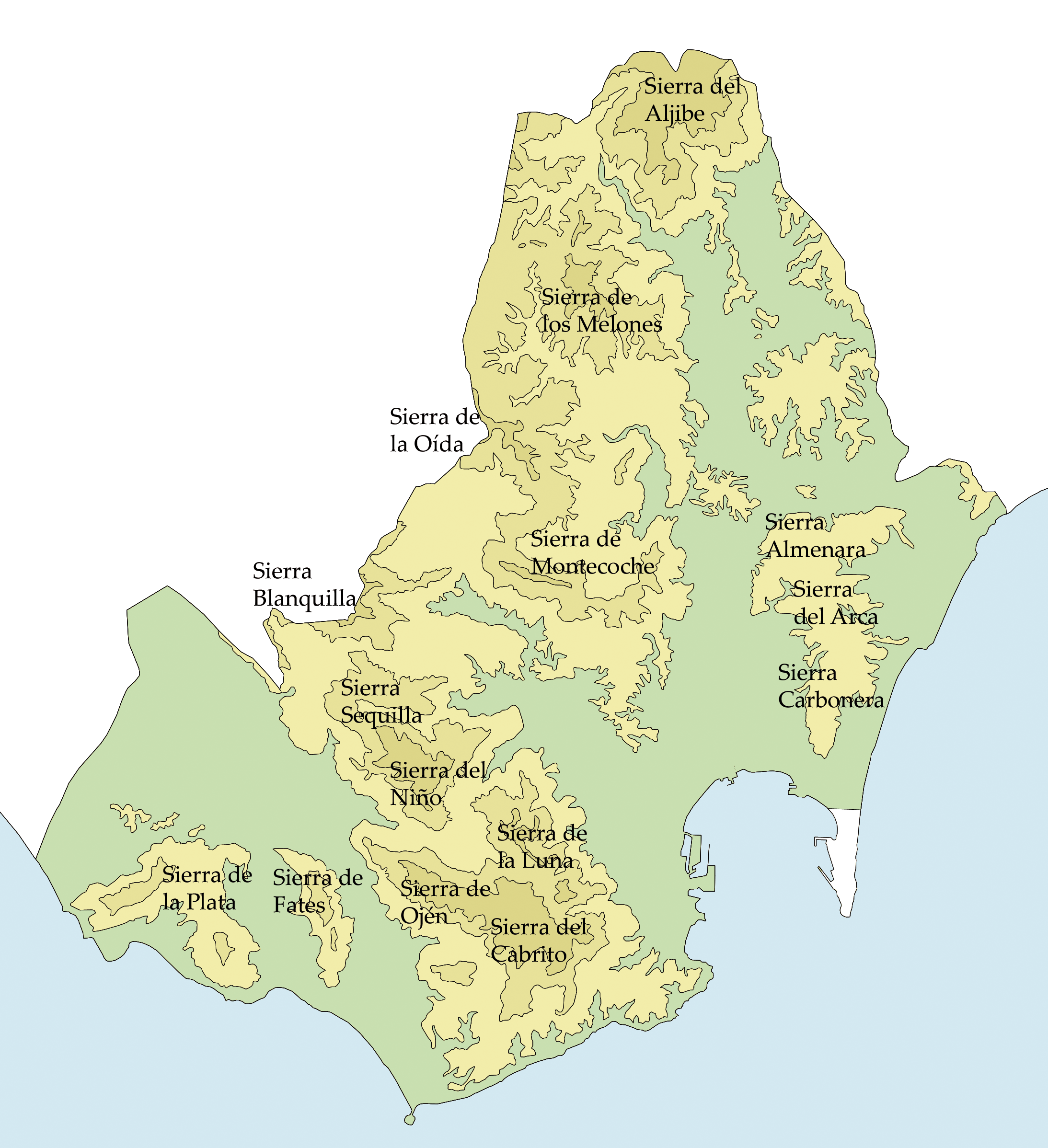
El riu Guadiaro dins el Campo de Gibraltar

Neix a la Serranía de Ronda a uns 1.400 m d'altitud i desemboca a Sotogrande. Té una llargada d'uns 80 km, una conca de 1.504,7 km², un cabal mitjà de 30 m³/s.  El Guadiaro és un dels principals rius de la Conca Hidrogràfica del Sud. Hi ha un important transvasament de les aigües cap a les localitats de la Badia de Cadis a través d'un túnel entre Cortes de la Frontera (Màlaga) i Ubrique (Cadis). Els seus principals afluents són l'Hozgarganta (35 km) i el Genal. Forma l'únic aiguamoll de la Costa del Sol, amb unes 27 hectàrees oficialment protegides.